# Rio São João Surrá
O rio São João Surrá é um curso de água que banha o estado do Paraná. 